# Procydrela
Procydrela är ett släkte av spindlar. Procydrela ingår i familjen Zodariidae.
Kladogram enligt Catalogue of Life:
| Procydrela | \| \| Procydrela limacola \| \| \| \| \| \| Procydrela procursor \| \| \| \| |
|            | \| \| Procydrela limacola \| \| \| \| \| \| Procydrela procursor \| \| \| \| |
|            | Procydrela limacola                                                          |
|            |                                                                              |
|            | Procydrela procursor                                                         |
|            |                                                                              |